# Shagya (étalon)
Pour l’article homonyme, voir Shagya.
Shagya (né vers 1830) est un étalon reproducteur arabe né en Syrie, surtout connu pour être le fondateur d'une lignée de chevaux arabes qui porte désormais son nom, les Shagya. Élevé par la tribu bédouine des Beni Saher, il est importé en 1836 au haras de Bábolna, sous l'empire d'Autriche.

## Histoire
Shagya naît en Syrie vers 1830,,. Une mission d'importation du major Freiherr von Herbert ramène neuf étalons et cinq juments de Syrie vers le haras de Bábolna en 1836,,,. Shagya en fait partie,,,,. Il est acquis pour 1 800 florins auprès de la tribu bédouine des Beni Saher, dans la région de Damas,,,,. Le jeune étalon suscite l'admiration du prince Hermann von Pückler-Muskau lors de sa visite du haras en 1839.
Shagya devient un excellent reproducteur à Bábolna, influençant énormément la race des chevaux Shagya,. Il se reproduit jusqu'en 1842. Il est aussi croisé avec des juments de différentes origines au haras de Mezőhegyes.

## Description
Selon l'ouvrage de référence de CAB International, Shagya est un Pur-sang arabe ou bien un demi-sang arabe. Fitzpatrick lui attribue un type Siglavy. C'est un étalon de robe grise truitée / pommelée, (ou crème selon certaines sources, ce qui semble incohérent), réputé pour la beauté de sa tête, et la forme excellente de son épaule.
Shagya est plus grand que la majorité des chevaux arabes de son époque, mais les informations relatives à sa taille diffèrent dans les sources. Le journaliste équestre anglais Elwyn Hartley Edwards lui attribue une taille de 1,52 m, Judith Draper cite une taille supérieure à 1,55 m, l'autrice tchèque Helena Kholová cite 1,59 m, et l'autrice française Emmanuelle Hubrecht cite 1,60 m.

## Descendance et hommages
Ce chef de lignée a donné son nom à la race du Shagya via l'un de ses descendants, mais beaucoup plus tard. Il lui transmet ses qualités ainsi que sa robe grise, sa forte ossature, et une taille plus élevée que celle des Pur-sang arabes traditionnels,. C'est en fait son petit-fils Shagya X, par la jument 307 Samhan, qui est l'ancêtre des chevaux Shagya actuels.

### Note
1. ↑  Le Gène Crème est dominant tout comme le gène Gris, or les nombreux descendants de Shagya sont enregistrés comme gris et non comme porteurs d'un gène Crème.